# Аль-Тамари, Муса
Муса́ Сулима́н Аль-Тамари́ (араб. موسى سليمان التعمري‎; род. 10 июня 1997, Амман) — иорданский футболист, полузащитник клуба «Ренн» и сборной Иордании. Первый футболист из Иордании, подписавший контракт с клубом высшего дивизиона из топ-5 ведущих лиг Европы.

## Клубная карьера
На профессиональном уровне выступает с 2016 года. Начинал карьеру в клубах чемпионата Иордании «Шабаб Аль-Ордон» и «Аль-Джазира». В 2018 году в составе «Аль-Джазиры» принимал участие в розыгрыше Кубка АФК. Летом того же года подписал контракт с кипрским клубом АПОЭЛ.

## Международная карьера
За основную сборную Иордании дебютировал 31 августа 2016 года в товарищеском матче со сборной Ливана.
В 2019 году включён в состав сборной на кубок Азии в ОАЭ. 10 января, на 26-й минуте игры, забил первый гол своей команды во втором матче группового этапа в ворота сборной Сирии. Иордания одержала вторую победу со счётом 2:0.

## Достижения
- Обладатель Кубка Иордании: 2017/18
- Чемпион Кипра: 2018/19